# Man from Atlantis

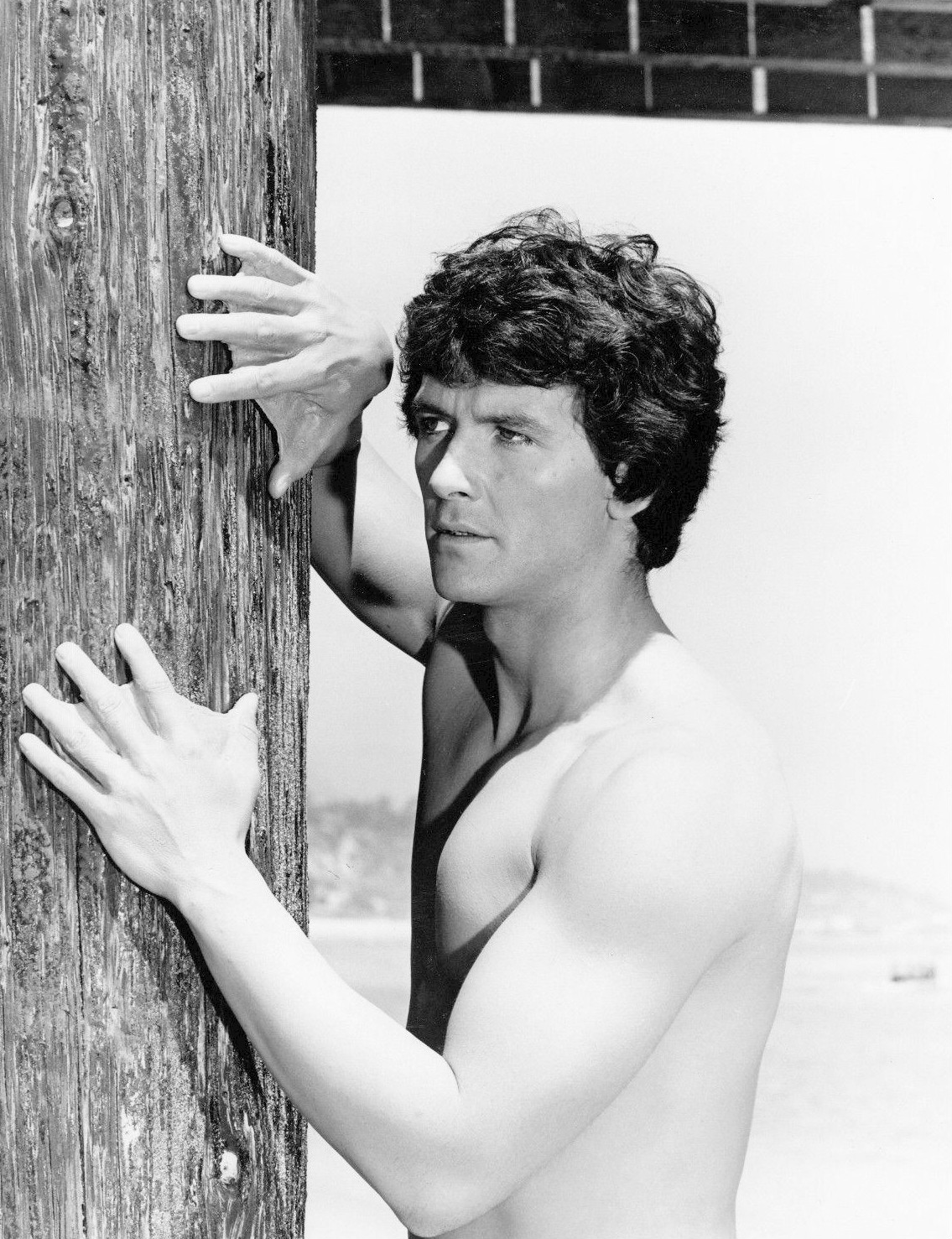
Patrick Duffy, o Homem do Fundo do Mar.

O Homem da Atlântida (Portugal) ou O Homem do Fundo do Mar (Brasil), com o título original Man from Atlantis, é um seriado de televisão norte-americana dos anos 1977 e 1978. O protagonista era Mark Harris, interpretado por Patrick Duffy, um sobrevivente do continente perdido de Atlântida. Duffy depois seria um dos principais personagens da telenovela americana Dallas.

## Elenco
- Patrick Duffy...Mark Harris
- Belinda Montgomery...Dra. Elizabeth Merrill
- Victor Buono...Senhor Schubert
- Alan Fudge...C.W. Crawford
- Jean Marie Hon...Jane
- J. Víctor López...Chuey
- Robert Lussier...Brent
- Dick Anthony Williams...Jomo

O ator Kenneth Tigar aparece no segundo, terceiro e quarto filmes como o Dr. Miller Simon, M.D., também da Fundação. Outros atores aparecem como a tripulação do submarino: Richard Laurance Williams, J. Victor Lopez, Jean Marie Hon (que foi visto vem Ark II) e Anson Downes.

## Filmes e série
A NBC encomedou quatro filmes para televisão durante a temporada de 1977, superando a ABC e os três que pediu para The Six Million Dollar Man.
Os quatro filmes são os seguintes:
1. Man From Atlantis (4 de março de 1977)
2. The Death Scouts (22 de abril de 1977)
3. The Killer Spores (17 de maio de 1977)
4. The Disappearances (20 de junho de 1977)

A série possui treze episódios:
1. "Melt Down"
2. "The Mudworm"
3. "Hawk of Mu"
4. "Giant"
5. "Man O'War"
6. "Shoot Out at Land's End
7. "Crystal Water, Sudden Death"
8. "The Naked Montague"
9. "C.W. Hyde"
10. "Scavenger Hunt"
11. "Imp"
12. "The Siren"
13. "Deadly Carnival"

## Tramas
Um misterioso homem é encontrado nas praias com amnésia. Chamado de Mark Harris, cientistas descobrem ser ele uma espécie de anfíbio e acreditam que seja o último sobrevivente da cidade perdida de Atlântida. Dotado de extraordinárias habilidades tais como respirar debaixo d'água e resistir a extrema pressão, além de possuir super-força, Harris tinha guelras próximas às orelhas e membranas entre os dedos das mãos e dos pés, além de olhos especiais que o permitiam enxergar nas profundezas do oceano.
Harris entra para a equipe da Fundação de Pesquisas Oceânicas, uma agência do governo americano que explora as profundezas dos oceanos em um sofisticado submarino chamado Cetacean. (Em algumas viagens foi exibido uma miniatura criada pela equipe de Gene Warren). Harris tinha um interesse romântico, a Dra. Elizabeth Merrill (que o ajudara a se recuperar). Outro companheiro era CW Crawford. Os dois trabalhavam na Fundação. O vilão era o Senhor Schubert, que aparece no filme piloto e em vários episódios da série.

## Transmissão no Brasil e em Portugal

### Brasil
No Brasil o filme piloto foi exibido pela Rede Globo com grande sucesso, o que levou a que a série também fosse ao ar pela mesma emissora. Esta série foi exibida também pela Rede Record nos anos 80.

### Portugal
Conhecida em Portugal por O Homem da Atlântida, era legendada em português e estreou na RTP2 no dia 4 de Março de 1981.
- Quartas-feiras, 21h de 04-03-1981[1] até 20-05-1981 na RTP2[1];
- Sábados, 15h30 de 01-08-1981[1] até 12-09-1981 na RTP1[1];
- Sábados, 17h, de 19-09-1981[1] até 10-10-1981 na RTP1[1] altura em que foi interrompida a três episódios do final[1].